# Удмуртські Парзі
Удму́ртські Парзі́ (рос. Удмуртские Парзи) — присілок в Глазовському районі Удмуртії, Росія.

## Населення
Населення — 43 особи (2010; 46 в 2002).
Національний склад станом на 2002 рік:
- удмурти — 89 %

## Урбаноніми[3]
- вулиці — Парзинська, Центральна